# 19-й армейский корпус (вермахт)
19-й армейский корпус (нем. XIX. Armeekorps), сформирован 1 июля 1939 года в Вене (фактически — как моторизованный корпус). Корпус состоял из 2-й и 4-й танковых дивизий.
С 1 июня 1940 года — именовался как группа «Гудериан» (Gruppe Guderian).
16 ноября 1940 года — переформирован во 2-ю танковую группу.

## Боевой путь корпуса
В сентябре-октябре 1939 года — участие в Польской кампании в составе 4-й армии группы армий «Север».
В мае-июне 1940 года — участие во Французской кампании в составе танковой группы «Клейста» группы армий «А».

## Состав корпуса
В сентябре 1939 года:
- 3-я танковая дивизия, позже заменена 10-й танковой дивизией
- 2-я моторизованная дивизия
- 20-я моторизованная дивизия

В мае 1940 года:
- 1-я танковая дивизия
- 2-я танковая дивизия
- 10-я танковая дивизия
- моторизованный пехотный полк «Великая Германия»

В июне 1940 года (как группа «Гудериан»):
39-й армейский корпус
- 1-я танковая дивизия
- 2-я танковая дивизия
- 29-я моторизованная дивизия

41-й армейский корпус
- 6-я танковая дивизия
- 8-я танковая дивизия
- 20-я моторизованная дивизия

## Командование корпуса

### Командующий корпусом
- генерал танковых войск (генерал-полковник с 19 июля 1940) Гейнц Гудериан (1 июля 1939 — 16 ноября 1940)

### Начальники штаба
- полковник (генерал-майор с 1 августа 1940) Вальтер Неринг (1 июля 1939 — 24 октября 1940)
- подполковник Курт фон Либенштайн (25 октября — 16 ноября 1940)

### Начальники оперативного отдела штаба
- майор фон дер Бург (15 июля 1939 — 25 февраля 1940)
- подполковник Фриц Байерляйн (25 февраля — 16 ноября 1940)